# Monica De Coninck
Pour les articles homonymes, voir De Coninck.
Monica J.L. De Coninck, née le 21 mars 1956 à Ostende est une femme politique belge flamande, membre de Vooruit

## Biographie

### Formation
Monica De Coninck étudie les sciences morales à l'université de Gand. 

### Carrière politique
En 1995, Monica De Coninck est attachée au cabinet du ministre flamand Leo Peeters. De 2000 à 2001 elle est chef de cabinet adjointe du ministre Charles Picqué. En 2007, elle est élue présidente du CPAS et échevine d'Anvers.
Le 6 décembre 2011, Monica De Coninck devient ministre de l'Emploi jusqu'au 11 octobre 2014.

### Autres fonctions politiques
- Conseiller problématique de la pauvreté et politique des villes (1995-99) ;
- Députée fédérale depuis le 25 mai 2014